# Challenger de Kaohsiung
EL OEC Kaohsiung es un torneo profesional de tenis. Pertenece al ATP Challenger Series. Se juega desde el año 2012 sobre pistas duras en Kaohsiung, Taiwán.

## Palmarés

### Individuales
| Año  | Campeón          | Finalista     | Resultado      |
| ---- | ---------------- | ------------- | -------------- |
| 2019 | John Millman     | Marc Polmans  | 6–4, 6–2       |
| 2018 | Gaël Monfils     | Kwon Soon-woo | 6–4, 2–6, 6–1  |
| 2017 | Yevgueni Donskoi | Marius Copil  | 7–6(7–0), 7–5  |
| 2016 | Chung Hyeon      | Lee Duck-hee  | 6–4, 6–2       |
| 2015 | Chung Hyeon      | Yuki Bhambri  | 7–5, 6–4       |
| 2014 | Yen-hsun Lu (2)  | Luca Vanni    | 6-77, 6-4, 6-4 |
| 2013 | Yen-hsun Lu (1)  | Yuki Bhambri  | 6-4, 6-3       |
| 2012 | Go Soeda         | Tatsuma Ito   | 6–3, 6–0       |

### Dobles
| Año  | Campeones                             | Finalistas                     | Resultado             |
| ---- | ------------------------------------- | ------------------------------ | --------------------- |
| 2019 | Hsieh Cheng-peng Yang Tsung-hua       | Evan King Hunter Reese         | 6–4, 7–6(7–4)         |
| 2018 | Hsieh Cheng-peng Yang Tsung-hua       | Hsu Yu-hsiou Jimmy Wang        | 6–7(3–7), 6–2, [10–8] |
| 2017 | Sanchai Ratiwatana Sonchat Ratiwatana | Jonathan Erlich Alexander Peya | 6–4, 1–6, [10–6]      |
| 2016 | Sanchai Ratiwatana Sonchat Ratiwatana | Hsieh Cheng-peng Yi Chu-huan   | 6–4, 7–6(7–4)         |
| 2015 | Hsieh Cheng-peng Yang Tsung-hua       | Gong Maoxin Peng Hsien-yin     | 6–2, 6–2              |
| 2014 | Maoxin Gong Hsien-yin Peng            | Ti Chen Liang-chi Huang        | 6-3, 6-2              |
| 2013 | Juan Sebastián Cabal Robert Farah     | Yuki Bhambri Chieh-fu Wang     | 6-4, 6-2              |
| 2012 | John Paul Fruttero Raven Klaasen      | Cheng-peng Hsieh Hsin-han Lee  | 6-76, 7-5, 10-8       |